# Courteranges
Courteranges és un municipi francès situat al departament de l'Aube i a la regió del Gran Est. L'any 2007 tenia 578 habitants.

## Demografia

### Població
El 2007 la població de fet de Courteranges era de 578 persones. Hi havia 194 famílies de les quals 29 eren unipersonals (17 homes vivint sols i 12 dones vivint soles), 41 parelles sense fills, 95 parelles amb fills i 29 famílies monoparentals amb fills.
La població ha evolucionat segons el següent gràfic:
Habitants censats

### Habitatges
El 2007 hi havia 205 habitatges, 193 eren l'habitatge principal de la família, 4 eren segones residències i 8 estaven desocupats. 196 eren cases i 5 eren apartaments. Dels 193 habitatges principals, 167 estaven ocupats pels seus propietaris, 23 estaven llogats i ocupats pels llogaters i 3 estaven cedits a títol gratuït; 1 tenia una cambra, 3 en tenien dues, 11 en tenien tres, 43 en tenien quatre i 134 en tenien cinc o més. 154 habitatges disposaven pel capbaix d'una plaça de pàrquing. A 67 habitatges hi havia un automòbil i a 117 n'hi havia dos o més.

### Piràmide de població
La piràmide de població per edats i sexe el 2009 era:
| Homes | Edats   | Dones |
| ----- | ------- | ----- |
| 0     | 95 o +  | 0     |
| 0     | 90 a 94 | 0     |
| 0     | 85 a 89 | 0     |
| 0     | 80 a 84 | 0     |
| 0     | 75 a 79 | 0     |
| 8     | 70 a 74 | 0     |
| 0     | 65 a 69 | 16    |
| 20    | 60 a 64 | 4     |
| 0     | 55 a 59 | 4     |
| 20    | 50 a 54 | 24    |
| 16    | 45 a 49 | 8     |
| 8     | 40 a 44 | 12    |
| 32    | 35 a 39 | 24    |
| 24    | 30 a 34 | 28    |
| 12    | 25 a 29 | 16    |
| 8     | 20 a 24 | 0     |
| 0     | 15 a 19 | 16    |
| 8     | 10 a 14 | 20    |
| 20    | 5 a 9   | 28    |
| 32    | 0 a 4   | 24    |

## Economia
El 2007 la població en edat de treballar era de 355 persones, 281 eren actives i 74 eren inactives. De les 281 persones actives 262 estaven ocupades (142 homes i 120 dones) i 19 estaven aturades (7 homes i 12 dones). De les 74 persones inactives 29 estaven jubilades, 28 estaven estudiant i 17 estaven classificades com a «altres inactius».

### Ingressos
El 2009 a Courteranges hi havia 200 unitats fiscals que integraven 589,5 persones, la mediana anual d'ingressos fiscals per persona era de 17.900 €.

### Activitats econòmiques
Dels 25 establiments que hi havia el 2007, 1 era d'una empresa alimentària, 2 d'empreses de fabricació d'altres productes industrials, 9 d'empreses de construcció, 3 d'empreses de comerç i reparació d'automòbils, 1 d'una empresa d'hostatgeria i restauració, 2 d'empreses d'informació i comunicació, 2 d'empreses immobiliàries, 3 d'empreses de serveis i 2 d'empreses classificades com a «altres activitats de serveis».
Dels 10 establiments de servei als particulars que hi havia el 2009, 4 eren fusteries, 4 lampisteries, 1 perruqueria i 1 restaurant.
Dels 3 establiments comercials que hi havia el 2009, 1 era un supermercat, 1 una botiga de menys de 120 m² i 1 una botiga de mobles.
L'any 2000 a Courteranges hi havia 5 explotacions agrícoles.

## Equipaments sanitaris i escolars
El 2009 hi havia una escola elemental.

## Poblacions més properes
El següent diagrama mostra les poblacions més properes.